# Рошфор, Анри
Виктор Анри́ де Рошфо́р-Люсе́ (фр. Henri de Rochefort-Luçay; (маркиз де Рошфор-Люсе) 30 января 1831, Париж — 30 июня 1913, Экс-ле-Бен) — французский политик и журналист.

## Биография
Анри Рошфор родился 30 января 1831 года в старинной дворянской семье. Свою карьеру он начал в 1851 году. Сначала Рошфор работал клерком в Отель-де-Виле, позже пробовал себя в качестве автора пьес и журналиста. В 1863 году стал штатным сотрудником газеты «Фигаро». В своих статьях подвергал резкой критике деятельность правительства Наполеона III, в результате чего редакция «Фигаро» была вынуждена расстаться с Рошфором из-за давления со стороны властей.
В 1868 году Рошфор начинает издавать собственную газету, «La Lanterne» (фр.). Газета отличалась крайней резкостью в своих нападках на правительство Второй империи, поэтому спустя несколько месяцев после выхода она была запрещена. Рошфор бежал в Бельгию, где продолжил выпускать «La Lanterne», тайно переправляя её тиражи во Францию. В 1869 году он вернулся во Францию и основал новую газету — «Марсельезу».

…в это время Рошфор был во Франции таким же властителем дум, как в России Герцен в пору издания его «Колокола». 
Тайна обаяния и власти Рошфора заключается в его языке, в остроумии и в манере высокомерно третировать своих врагов. Его язык сжат, энергичен, стремителен и ядовит. Его остроумие заключается в удивительной способности обнаруживать путём сопоставлений и сравнений чёрную изнанку явлений и показывать уязвимые места противников. Его обращение с правительством презрительно.

Недаром же одно высокопоставленное лицо при разговоре о стиле Рошфора выразилось с невольным нескрываемым уважением: «C`nest pas un style, c`est un stilet» (это не стиль, а стилет). А один из тех министров, которых так беспощадно травил Рошфор, воскликнул как-то с горечью обиды: «Мы простили бы его, если бы он нас ненавидел. Беда в том, что он осмеивает нас, презирая».— А. И. Куприн
В 1870 году Рошфор оказывается втянутым в подготовку дуэли между своим коллегой по «Марсельезе» Паскалем Груссе и принцем Пьером Наполеоном Бонапартом. Из-за своей причастности Рошфор попадает в тюрьму, однако освобождается из-под стражи во время Сентябрьской революции. В феврале 1871 года он начинает выпускать новую газету, «Le Mot d’ordre». Статьи Рошфора теперь были направлены против Тьера и национального собрания.

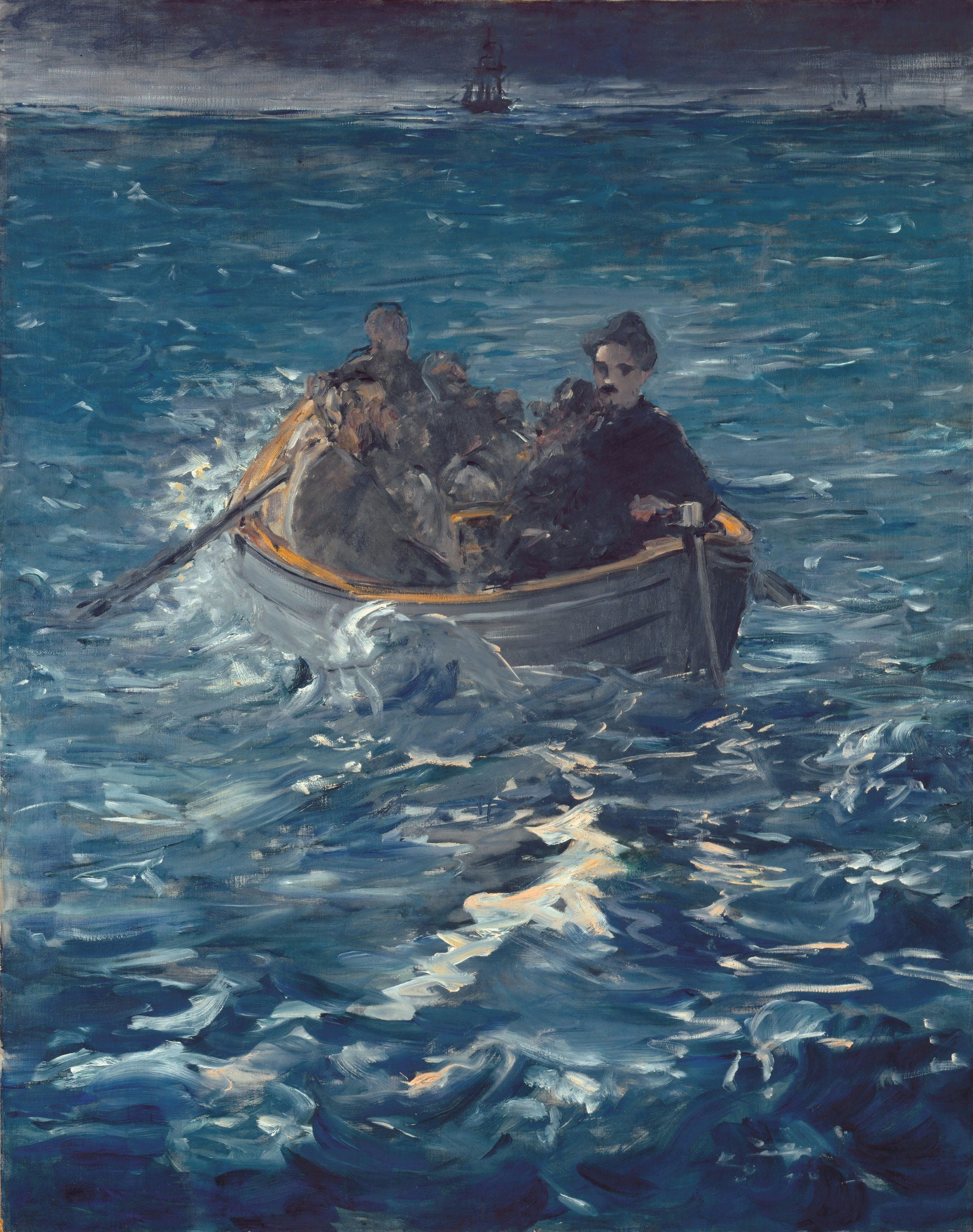
Эдуар Мане: Побег Рошфора (1881)

Во время Парижской коммуны Рошфор открыто выражал свои симпатии к коммунарам. За это его приговорили к пожизненной депортации в Новую Каледонию. В марте 1874 года ему удаётся бежать из ссылки в Австралию, город Ньюкасл. Вместе с Рошфором бежали другие активисты коммуны, среди которых были Франсуа Журд и Паскаль Груссе. Из Австралии Рошфор направляется в Сан-Франциско, а затем — через Лондон — в Женеву.
В 1880 году для участников Парижской коммуны наступает частичная амнистия, под которую подпадает Рошфор. Он возвращается из Лондона в Париж и основывает газету «L’Intransigeant». Направление статей Рошфора изменилось, если он начинал свою карьеру в качестве крайне левого публициста, то в «L’Intransigeant» уже поддерживал правых. В 1895 он избирается депутатом от Парижа, однако на следующий год слагает с себя полномочия. Во второй половине восьмидесятых годов Рошфор прилагает значительные усилия к продвижению Жоржа Буланже. Однако Буланже не оправдывает возложенных на него сторонниками надежд и в 1889 году бежит в Брюссель, опасаясь судебного преследования. Рошфор сначала следом за Буланже отправляется в Брюссель, а затем переезжает в Лондон. Там он продолжает свою журналистскую деятельность, в частности, много пишет о коррупционном скандале, произошедшем при строительстве Панамского канала.
В 1895 году Рошфор вновь вернулся в Париж. Во время процесса над Дрейфусом он принял сторону противников Дрейфуса. До самой смерти Рошфор публиковался в консервативной и националистической прессе.
Он умер в 1913 году в Экс-ле-Бене.

## Работы

### Романы, эссе

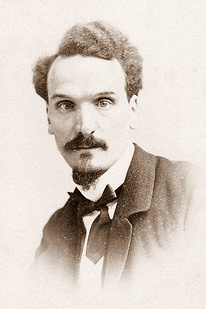
Фотопортрет 1865 года.

- Рошфор А. Приключения моей жизни / Пер., вст. статья и примечания Е. Смирнова. — М.-Л.: Academia, 1933.
- Les petits mystères de l’Hôtel des ventes (1862)
- L'évadé, roman canaque (1880)
- Madmoiselle Bismark : roman parisien (1881, Gallica)
- Les dépravés (1882)
- La malaria : étude sociale (1887)
- Les aventures de ma vie (1896)

### Сборники статей
- Les français de la décadence (1866)
- La grande Bohême (1867, Google books (фр.))
- Les signes du temps (1868, Google books (фр.))
- Mes treize premières lanternes (1868, Google books (фр.))
- La Lanterne (1870)
- Napoléon dernier (1880)
- Retour de la nouvelle Caledonie : De Noumea en Europe (1881)

### Пьесы
- Je suis mon fils (1860)
- Le petit cousin (1860)
- Les roueries d’une ingénue (1861)
- Une martingale (1862)
- Un premier avril (1862)
- Un homme du Sud (1862)
- 'Les bienfaits de champavet (1862)
- Nos petites faiblesses (1862)

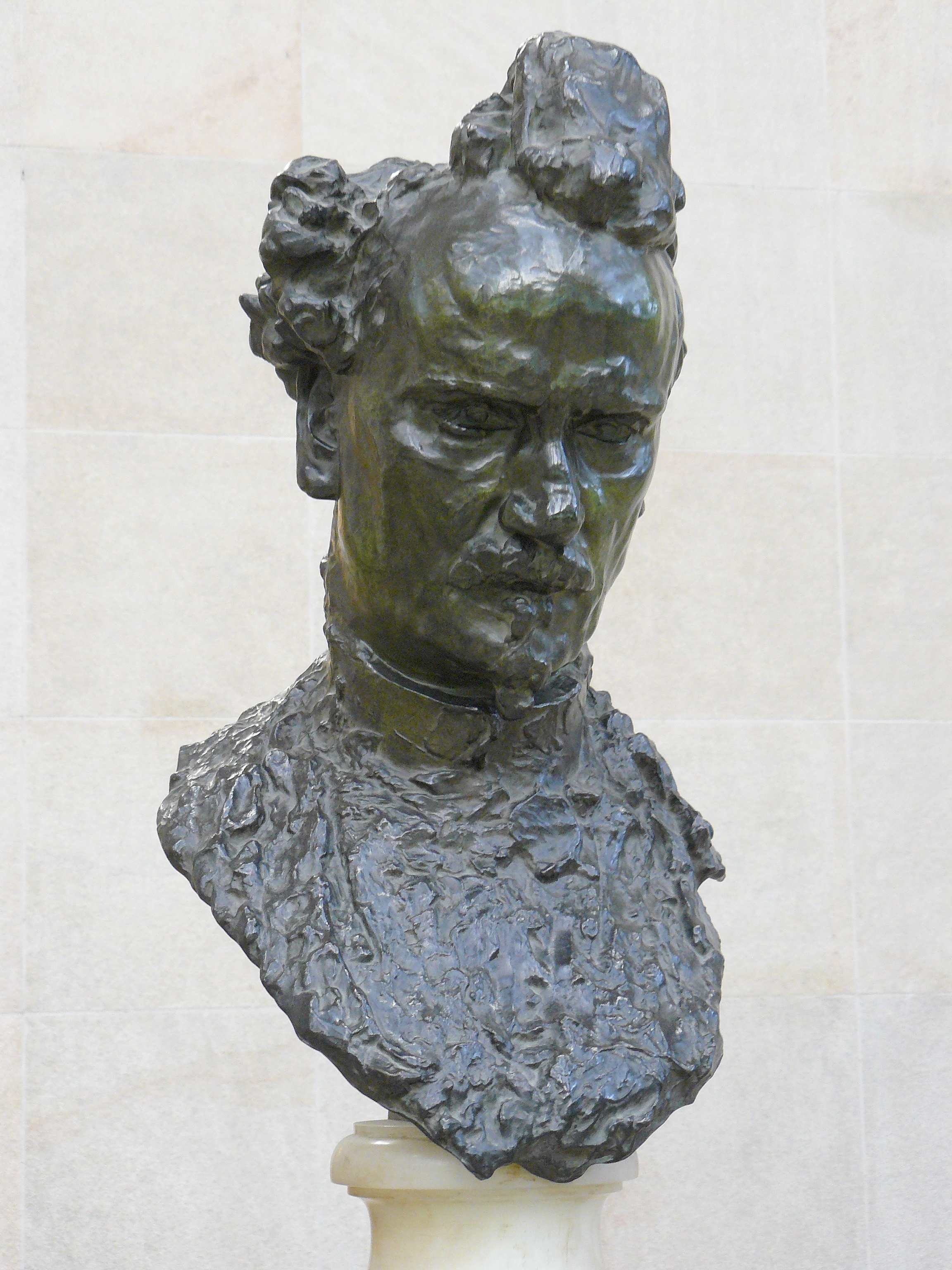
Бюст работы Родена.

- Les Secrets du Grand Albert (1863)
- La Vieillesse de Brindidi (1864)
- Sauvé, mon Dieu! (1865)
- La tribu des Rousses (1865)
- La Foire aux grotesques (1866)
- La Confession d’un enfant du siècle (1866)